# Ashley Scott
Pour les articles homonymes, voir Scott.
Ashley McCall Scott, dite Ashley Scott, née le 13 juillet 1977 à Metairie, en Louisiane, aux États-Unis, est une actrice américaine.
Elle est plus particulièrement connue pour ses rôles dans les séries télévisées Dark Angel, Les Anges de la nuit et Jericho.

## Biographie
De son vrai nom Ashley McCall Scott, elle est née à Metairie, en Louisiane, et a grandi à Charleston, en Caroline du Sud. Elle a eu étant jeune des problèmes de dyslexie. Elle a déménagé à New York à son adolescence et participé à des défilés de mode à Miami, Paris et Londres. Puis elle décide de devenir actrice. Lors de sa première audition, elle travaille avec Al Pacino mais elle n'a pas le rôle. En 2002, elle obtient le rôle-titre dans la série Les Anges de la nuit dans le rôle de Helena Kyle alias Huntress connue pour être la fille de Catwoman et Batman. 
Elle joue deux fois avec son amie Jessica Alba dans la saison 2 de la série Dark Angel et le film Bleu d'enfer.
Elle est mariée avec Anthony Rhulen entre 2004-2008. Elle est divorcée de Steve Hart (du groupe Worlds Apart), avec qui elle était mariée de 2010 à 2019 et avec lequel elle a eu deux enfants, Ada Bella Ray Hart en 2010 et Iyla Vue (prononcé "I love you") Hart en 2015. Elle vit a Los Angeles.

## Filmographie

### Cinéma
- 2001 : A.I. Intelligence artificielle (Artificial Intelligence: AI) de Steven Spielberg : Gigolo Jane
- 2003 : S.W.A.T. unité d'élite (S.W.A.T.) de Clark Johnson : Lara
- 2004 : Tolérance Zéro (Walking Tall) de Kevin Bray : Deni
- 2004 : Trespassing de James Merendino : Sharon
- 2004 : Lost : Judy
- 2005 : Bleu d'enfer (Into the Blue) de John Stockwell : Amanda Collins
- 2005 : Just Friends de Roger Kumble : Janice
- 2006 : Puff, Puff, Pass : Élise
- 2007 : Le Royaume (The Kingdom) de Peter Berg : Janine Ripon
- 2008 : Strange Wilderness de Fred Wolf: Cheryl
- 2012 : Passion Trouble de Michael Feifer : Kristen
- 2009 : 12 Rounds de Renny Harlin : Molly Porter
- 2019 : Obsession secrète (Secret Obsession) de Peter Sullivan : l’infirmière Masters
- 2019 : Jumanji: Next Level (Jumanji: The Next Level) de Jake Kasdan : Ashley (scène coupée)

### Télévision

#### Séries télévisées
- 2001-2002 : Dark Angel : Asha Barlow (saison 2)
- 2002-2003 : Les Anges de la nuit (Birds of Prey) : Helena Kyle / Huntress[1]
- 2006 - 2008 : Jericho : Emily Sullivan
- 2009 : Fear Itself : Les Maîtres de la peur (Fear Itself) : Lisa (saison 1, épisode 13)
- 2009 : Les Experts : Miami (CSI : Miami) : Zoe Belle (saison 7, épisode 19)
- 2010 : NCIS : Enquêtes spéciales (NCIS) : Dana Hutton (saison 7 épisode 21)
- 2015 : UnREAL : Mary Newhouse (saison 1)
- 2019 : Flash (The Flash) : Helena Kyle / Huntress (saison 6, épisode 9)

#### Téléfilms
- 2001 : Criminal Mastermind
- 2006 : L'amour hors limite (Deceit) : Sam Pruitt
- 2010 : Le Courrier de Noël (Christmas Mail) : Kristi North
- 2012 : Passion Trouble (Unstable) : Christine March
- 2013 : Un homme trop parfait (The Perfect Boyfriend) : Dr April Hill
- 2013 : Le Meurtrier de minuit (Summoned) : Laura Price
- 2013 : Voleuse d'enfant (The Nightmare Nanny) : Anne Gerson
- 2013 : Un Noël qui a du chien ! (Holiday Road Trip)  : Maya
- 2015 : Une proie facile (16 and Missing) : Julia Foster
- 2016 : Une vie à recommencer (Broken Promise) : Mina Gardner
- 2016 : Un tueur parmi nous (A Killer Walks Amongst Us) : Helen Hathaway
- 2017 : Une famille en sursis (A Stranger with My Kids) : Karen Clark
- 2017 : Protéger ma fille à tout prix (Fatal Defense) : Arden Walsh
- 2017 : Amour et manipulation (A Woman Deceived) : Elizabeth Goodhart
- 2017 : Je détruirai ta famille (One Small Indiscretion) : Caroline Winters
- 2018 : Enfants stars, adolescence brisée (A Tale of Two Coreys) : Sheila Feldman

### Jeux vidéo
- 2013 : The Last of Us : Maria
- 2020 : The Last of Us Part II : Maria

## Voix françaises
En France, Laura Blanc  est la voix française régulière d'Ashley Scott.
En France
| - Laura Blanc dans : - Dark Angel (série télévisée) - Jericho (série télévisée) - Le Courrier de Noël (téléfilm) - Passion trouble - Un homme trop parfait (téléfilm) - Le Meurtrier de minuit (téléfilm) - Voleuse d'enfant (téléfilm) - Un Noël qui a du chien - Une proie facile (téléfilm) - Unreal (série télévisée) - Une vie à recommencer (téléfilm) - Un tueur parmi nous - Une famille en sursis - Protéger ma fille à tout prix (téléfilm) - Je détruirai ta famille (téléfilm) - Amour et manipulation - Enfants stars, adolescence brisée (téléfilm) - Obsession secrète | et aussi - Virginie Ogouz dans Les Anges de la nuit (série télévisée) - Nathalie Spitzer dans Tolérance Zéro - Armelle Gallaud dans Bleu d'enfer - Virginie Méry dans Le Royaume - Nathalie Stas dans 12 Rounds |